# Sant Andreu de Llavaneres

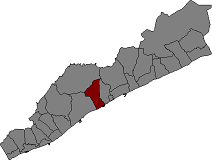
Położenie gminy na mapie comarki Maresme.

Sant Andreu de Llavaneres (hiszp. San Andrés de Llevaneras) – gmina w Hiszpanii,  w Katalonii, w prowincji Barcelona, w comarce Maresme. Znajduje się 36 kilometrów na północ od stolicy Katalonii – Barcelony.
Powierzchnia gminy wynosi 11,84 km². Zgodnie z danymi INE, w 2005 roku liczba ludności wynosiła 9180, a gęstość zaludnienia 775,34 osoby/km². Wysokość bezwzględna gminy równa jest 125 metrów. Kod pocztowy do gminy to 08197.
Obecnym burmistrzem Sant Andreu de Llavaneres jest Víctor Ros Casas z Hiszpańskiej Partii Ludowej.
| 1900 | 1930 | 1950 | 1970 | 1986 | 1991 | 1996 | 1998 | 1999 | 2000 | 2001 | 2002 | 2003 | 2004 | 2005 |
| ---- | ---- | ---- | ---- | ---- | ---- | ---- | ---- | ---- | ---- | ---- | ---- | ---- | ---- | ---- |
| 1129 | 1508 | 1758 | 2573 | 3432 | 6194 | 6418 | 6767 | 7161 | 7466 | 8091 | 8450 | 8707 | 9180 |      |